# Tymoteusz I
Tymoteusz I (zm. 384) – patriarcha Aleksandrii w latach 378–384, brat i następca Piotra II. Uczestnik Soboru Konstantynopolitańskiego I w 381. Czczony jako święty.